# El club de los cinco
El club de los cinco (título original: The Breakfast Club) es una película para adolescentes de 1985, uno de los títulos más paradigmáticos dentro de este género. Escrita y dirigida por John Hughes, su trama muestra a cinco jóvenes, dos chicas y tres chicos (cada uno de los cuales representa a uno de los distintos clichés de cualquier escuela preparatoria o de enseñanza secundaria) que, a medida que pasan juntos un sábado castigados en la biblioteca del centro, descubren que cada uno de ellos es más profundo que su respectivo estereotipo. El filme se convirtió en un clásico, una película de culto y ha tenido una gran influencia sobre subsiguientes producciones cinematográficas para jóvenes. Asimismo, algunos temas de la banda sonora de la película alcanzaron un notable éxito.
Los críticos consideran que es una de las películas que mejor representan el ambiente de los institutos de secundaria de la época, así como una de las obras más memorables y reconocibles de Hughes.[cita requerida] Los medios de comunicación se refieren a los cinco actores principales de la película como miembros de un grupo llamado "The Brat Pack".
El filme tuvo un presupuesto de 1 millón de dólares, y en febrero de 1985 la película debutó la tercera en la taquilla (detrás de la primera entrega de Beverly Hills Cop), recaudando 45.875.171 de dólares en Estados Unidos y 51.525.171 en todo el mundo, convirtiéndose en un éxito en taquilla.[cita requerida]
En el 2015, al cumplirse 30 años de su estreno, volvió a salas de cine en una versión remasterizada. En el 2016 fue considerada por la Biblioteca del Congreso de Estados Unidos por ser «cultural, histórica y estéticamente significativa» y seleccionada para su preservación en el National Film Registry, y fue elegida en el número 1 de la lista de mejores 50 películas de secundaria. En el 2025, al cumplirse 40 años del estrenó, los protagonistas volvieron a reunirse.

## Trama
Cinco alumnos de Shermer High School (Illinois), una ficticia escuela en un ficticio suburbio, pasan el sábado 24 de marzo de 1984 castigados en la biblioteca de su instituto por distintos motivos. Los cinco estudiantes son: Allison Reynolds (Ally Sheedy), Andrew Clark (Emilio Estevez), John Bender (Judd Nelson), Brian Johnson (Anthony Michael Hall) y Claire Standish (Molly Ringwald), quienes en un principio no tienen nada en común. Al comenzar el castigo se les ordena no hablar ni moverse de sus asientos o dormir. Todo esto supervisado por el subdirector, Richard Vernon (Paul Gleason). Deben permanecer allí por un período de ocho horas con cincuenta y cuatro minutos (de 7:06 a. m. a 4 p. m.). Se les asigna la redacción un ensayo no menor de 1000 palabras en el que cada estudiante debe escribir sobre lo que él o ella cree que son. El señor Vernon los deja sin supervisión durante la gran mayoría del tiempo que dura el castigo, volviendo solo de vez en cuando para ver cómo están. Bender, quien presenta una actitud muy desafiante hacia el señor Vernon, hace caso omiso de las reglas y se burla de sus compañeros, poniéndolos en situaciones comprometidas, especialmente a Claire. Allison sigue estando extrañamente tranquila y no desea hablar con nadie. A medida que pasan las horas, cada uno empieza a hablar y las relaciones entre ellos se abren.
Los castigados pasan las horas en una variedad de maneras e incluso fumando marihuana (que Bender les suministra desde su taquilla), silbando, dibujando, divagando o solamente durmiendo. Poco a poco se abren y revelan sus secretos íntimos, empezando por los motivos de sus propios castigos. Por ejemplo, Allison es una mentirosa compulsiva, Bender viene de un hogar desestructurado y ha sido víctima de maltrato por su padre, Andrew odia a su padre, que quiere hacer de él el típico deportista y triunfador popular sin reparar en los medios que sean necesarios, Claire se avergüenza de su virginidad y Brian se siente muy presionado académicamente, pues las expectativas de sus padres son muy altas en este sentido. De esta manera descubren que todos ellos tienen relaciones problemáticas con sus padres. Sin embargo, a pesar de estas amistades en desarrollo en esas horas de castigo, se preguntan si, una vez terminada la reclusión, los vínculos que han creado durante el castigo trascenderán más allá de ese sábado y esa biblioteca. Paralelamente a esta trama principal, el señor Vernon reflexiona en ocasiones sobre las relaciones con los jóvenes en el ámbito educativo, poniendo de manifiesto su frustración sobre todo a partir de los encontronazos con Bender.
A petición del grupo, Brian escribe en nombre de todos el ensayo que el señor Vernon les había impuesto redactar a primera hora del castigo. En lugar de escribir sobre el tema asignado, escribe una carta al maestro oponiéndose a su solicitud de describir lo que son, pues se consideran injustamente etiquetados dentro de cinco estereotipos que les asignó el señor Vernon. Se firma el ensayo como "The Breakfast Club" o "El club del desayuno", y al final del filme se escucha la voz de Brian leyendo el texto.

## Reparto
| Nombre           | Actor                | Descripción | Motivo del castigo |
| ---------------- | -------------------- | --- | --- |
| John Bender      | Judd Nelson          | El criminal: El protagonista de la película. Un alumno conflictivo que continuamente causa estragos en la escuela. | Activar la alarma de incendios. A lo largo de la película se da a entender que Bender es castigado con frecuencia.              |
| Claire Standish  | Molly Ringwald       | La princesa: Una joven popular, consentida y rica.                                                                 | Faltar a clases por ir de compras.                                                                                              |
| Brian Johnson    | Anthony Michael Hall | El cerebro: Un alumno brillante en lo académico.                                                                   | Meter una pistola de bengala en la escuela, que accidentalmente estalló en su casillero, causando daños menores a la propiedad. |
| Andrew Clark     | Emilio Estévez       | El atleta: Perteneciente al equipo de lucha libre de la escuela.                                                   | Envolver con cinta adhesiva los testículos de un compañero.                                                                     |
| Allison Reynolds | Ally Sheedy          | El caso perdido: una inadaptada y que se denomina como "mentirosa compulsiva".                                     | No tenía nada mejor que hacer.                                                                                                  |

## Producción

### Desarrollo
El título originalmente era The Lunch Bunch, pero un amigo de John de otra escuela tenía una clase de detención llamada "The Breakfast Club", así que decidió usar ese.  Hughes escribió el guion en la época en que estaba escribiendo Sixteen Candles, pero escribió el guion de esa película en apenas unos días e impresionó a los ejecutivos del estudio y lo eligieron como su debut como director.

### Casting
Molly Ringwald y Anthony Michael Hall protagonizaron la película de Hughes Sixteen Candles en 1984. Hacia el final del rodaje, Hughes les pidió que estuvieran en The Breakfast Club. Hall se convirtió en el primero en ser elegido y aceptó el papel de Brian Johnson; su madre y su hermana en la vida real interpretan los mismos papeles en la película. Originalmente se le acercó a Ringwald para interpretar el personaje de Allison Reynolds, pero ella estaba "realmente molesta" porque quería interpretar a Claire Standish (entonces llamada "Cathy" en el primer borrador del guion), que vio las audiciones de Robin Wright, Jodie Foster, Diane Lane y Laura Dern. Finalmente convenció a Hughes y al estudio para que le dieran el papel.  El papel de Allison finalmente fue para Ally Sheedy.
Emilio Estevez fue elegido originalmente para el papel de John Bender. Sin embargo, cuando Hughes no pudo encontrar a alguien para interpretar a Andrew Clark, Estevez paso a interpretarlo. Nicolas Cage fue considerado para el papel de John Bender, que fue el último papel en ser elegido, aunque la elección del papel se redujo a John Cusack y Judd Nelson. Alan Ruck también hizo una audición para el papel.  Hughes originalmente eligió a Cusack, pero decidió reemplazarlo con Nelson antes de que comenzara el rodaje, porque Cusack no parecía lo suficientemente intimidante para el papel. En un momento, Hughes se sintió decepcionado con Nelson porque se mantuvo en el personaje y acosó a Ringwald fuera de cámara, y los otros actores tuvieron que convencer a Hughes de que no lo despidiera. 
Rick Moranis fue elegido originalmente como el conserje, pero Ned Tanen lo despidió, quien sintió su interpretación como una caricatura rusa exagerada no se adaptaba a la naturaleza seria de la película. Moranis fue reemplazado por John Kapelos.

### Rodaje
En 1999, Hughes dijo que su solicitud de dirigir la película encontró resistencia y escepticismo porque carecía de experiencia cinematográfica.  Finalmente convenció a los inversores de la película de que, debido al modesto presupuesto de 1 millón de dólares y al rodaje en una única ubicación, podría minimizar en gran medida su riesgo. Hughes originalmente pensó que The Breakfast Club sería su debut como director. Optó por un decorado aislado, en gran parte de una sola habitación, y escribió sobre estudiantes de secundaria, que serían interpretados por actores más jóvenes.
La fotografía principal comenzó el 28 de marzo de 1984 y finalizó en mayo. El rodaje tuvo lugar en el Maine North High School en Des Plaines, Illinois, que había sido cerrado en mayo de 1981. El mismo escenario se utilizó para las escenas interiores de la película de Hughes de 1986 Ferris Bueller's Day Off, que incluía tomas exteriores de la cercana Glenbrook North High School . La apariencia de la biblioteca del Maine North High, considerada demasiado pequeña para su uso en la película, impulsó al equipo a construir un decorado prácticamente idéntico pero más grande en el gimnasio de la escuela.  Los actores ensayaron durante tres semanas y luego rodaron la película en secuencia.  Nelson intentó otras opiniones para la escena final hasta que finalmente acertó con el puño.  En el comentario en el DVD de Ferris Bueller's Day Off (que aparece en la versión en DVD de 2004), Hughes reveló que filmó las dos películas al mismo tiempo para ahorrar tiempo y dinero, y algunas tomas descartadas de ambas películas presentan elementos de los equipos de filmación que trabajan en la otra película. La primera impresión duró 150 minutos. 
Durante una reunión del elenco en honor al 25 aniversario de la película, Ally Sheedy reveló que existía un montaje del director; pero la viuda de Hughes, que también estuvo presente, no reveló ningún detalle sobre su paradero.

### Afiche de promoción
El cartel de la película, en el que aparecen los cinco personajes acurrucados, fue fotografiado por Annie Leibovitz hacia el final del rodaje. El plano de cinco actores mirando a la cámara influyó en la forma en que se comercializaron las películas para adolescentes a partir de ese momento.  El cartel se refiere a los cinco "tipos" de la historia usando términos ligeramente diferentes a los utilizados en la película, y en una secuencia diferente, diciendo "Eran cinco completos desconocidos sin nada en común, conocer por primera vez a un cerebro, una belleza, un deportista, una rebelde y un recluso".

## Temáticas
El tema principal de la película es la lucha constante del adolescente estadounidense por ser comprendido, por los adultos y por ellos mismos. Explora la presión ejercida sobre los adolescentes para que encajen en sus propios ámbitos de construcciones sociales de la escuela secundaria, así como las elevadas expectativas de sus padres, maestros y otras figuras de autoridad. Superficialmente, los estudiantes tienen poco en común entre sí. Sin embargo, a medida que avanza el día, eventualmente se unen por un desdén común por los problemas antes mencionados de presión de grupo y expectativas de los padres.  Los estereotipos son otro tema. Una vez que se rompen los estereotipos obvios, los personajes "empatizan con las luchas de los demás, descartan algunas de las imprecisiones de sus primeras impresiones y descubren que son más similares que diferentes". 
El personaje adulto principal, el Sr. Vernon, no está retratado de manera positiva. Constantemente habla con desprecio a los estudiantes y hace alarde de su autoridad con fuerza a lo largo de la película. Bender es el único que se enfrenta a Vernon. 
Hughes usaría el escenario de Shermer High School para Weird Science más tarde ese mismo año.

## Estrenos
La película se estrenó en Los Ángeles el 7 de febrero de 1985. Universal Pictures estrenó la película en los cines el 15 de febrero de 1985 en Estados Unidos.
| País           | Estreno                             |
| -------------- | ----------------------------------- |
| Estados Unidos | viernes, 15 de febrero de 1985      |
| Canadá         | viernes, 15 de febrero de 1985      |
| Australia      | jueves, 2 de mayo de 1985           |
| Reino Unido    | viernes, 7 de junio de 1985         |
| Nueva Zelanda  | viernes, 21 de junio de 1985        |
| Alemania       | jueves, 4 de julio de 1985          |
| Austria        | viernes, 5 de julio de 1985         |
| Dinamarca      | viernes, 5 de julio de 1985         |
| Suecia         | viernes, 5 de julio de 1985         |
| España         | lunes, 12 de agosto de 1985         |
| Argentina      | jueves, 15 de agosto de 1985        |
| Finlandia      | viernes, 16 de agosto de 1985       |
| Bélgica        | miércoles, 21 de agosto de 1985     |
| Países Bajos   | jueves, 22 de agosto de 1985        |
| Belice         | miércoles, 28 de agosto de 1985     |
| Costa Rica     | miércoles, 28 de agosto de 1985     |
| El Salvador    | miércoles, 28 de agosto de 1985     |
| Guatemala      | miércoles, 28 de agosto de 1985     |
| Honduras       | miércoles, 28 de agosto de 1985     |
| Nicaragua      | miércoles, 28 de agosto de 1985     |
| Panamá         | miércoles, 28 de agosto de 1985     |
| Noruega        | jueves, 5 de septiembre de 1985     |
| Portugal       | viernes, 6 de septiembre de 1985    |
| Francia        | miércoles, 11 de septiembre de 1985 |
| Venezuela      | miércoles, 11 de septiembre de 1985 |
| Chile          | viernes, 13 de septiembre de 1985   |
| Grecia         | viernes, 13 de septiembre de 1985   |
| Colombia       | jueves, 19 de septiembre de 1985    |
| Italia         | viernes, 27 de septiembre de 1985   |
| Perú           | jueves, 21 de noviembre de 1985     |
| México         | viernes, 14 de febrero de 1986      |
| India          | viernes, 2 de mayo de 1986          |
| Japón          | sábado, 3 de mayo de 1986           |
| Uruguay        | jueves, 19 de febrero de 1987       |
| Hong Kong      | jueves, 12 de mayo de 1988          |

### Lanzamiento doméstico
The Breakfast Club se lanzó por primera vez en VHS  y LaserDisc. 
En 2003, la película se estrenó en DVD como parte de la "Colección High School Reunion".  En 2008, se lanzó un DVD "Flashback Edition" con varias características especiales, incluido un comentario de audio con Anthony Michael Hall y Judd Nelson.  En 2010 se lanzó una edición Blu-ray del 25.º aniversario,  y el mismo disco se relanzó con un DVD y una copia digital en 2012 como parte de la serie del 100.º aniversario de Universal.  El 10 de marzo de 2015, se lanzó la edición del 30 aniversario. Este lanzamiento fue remasterizado y restaurado digitalmente a partir de los negativos originales de la película de 35 mm para obtener una mejor calidad de imagen en DVD, Digital HD y Blu-ray. 
The Criterion Collection lanzó una edición especial de dos discos en DVD y un disco Blu-ray el 2 de enero de 2018. La transferencia fue la misma que la versión anterior, pero incluyó nuevas características como cincuenta minutos de escenas nuevas, eliminadas y extendidas, un Kit de prensa electrónica, entrevistas nuevas y de archivo, un extracto de 1985 del programa Today, un nuevo ensayo en vídeo y un episodio de This American Life.

## Recepción y críticas
The Breakfast Club se convirtió en la película juvenil de culto de los años ochenta por excelencia. John Hughes, creador de la aclamada cinta, escribió, dirigió y produjo esta historia protagonizada por sus jóvenes actores. Para todo el mundo ellos solo eran "el deportista", "el cerebro", "el criminal", "la princesa" y "la rara", pero para sí mismos siempre serían El club de los cinco.
La película tiene un 90% de "Certified Fresh" ("Certificado fresco") sobre la revisión total del sitio web Rotten Tomatoes, basado en 42 informes, con una puntuación media de 7,5/10. El consenso general es fundamental "El club es una mirada cálida, profunda, y muy divertida en la vida interna de los adolescentes".
En el sitio Metacritic la revisión asignada a la película le dio una puntuación media ponderada de 62% basado en 11 reseñas de los críticos de la corriente principal, considerados como "críticas generalmente favorables".
El sitio español SOS Moviers dio la máxima calificación a este film, indicando que la gracia reside en el estudio y humanización de personajes estereotipados. Empero, señala algunos detalles anticuados al día de hoy, como la banda sonora en general".
El libro de opinión, análisis y revisión sobre el extenso campo cinematográfico: "CINE DE LOS 80" de JÜRGEN MÜLLER. Hace un grandioso comentario (con apoyo de otros columnistas) sobre la máxima obra que John Hughes realizó, dotándola de un gran sentido de humor y realismo que fue cobijado por el guion, siendo uno de los pocos filmes para adolescentes en aparecer en dicha edición.
La revista CINEMANIA en una de sus ediciones del 2005 introdujo un especial de “las mejores 50 películas de los ochenta” nombrando al CLUB DE LOS CINCO como la número 1 por arriba de Indiana Jones, El retorno del Jedi y E.T: el extraterrestre.

## Legado
En 2008, la película fue seleccionada por la revista británica Empire como una de "Las 500 mejores películas de todos los tiempos".Posteriormente ocupó el puesto 38 en su lista de 2014.  Del mismo modo, el New York Times coloca la película sobre las mejores películas de la historia de su lista de 1000. Finalmente, The Breakfast Club fue clasificada como la número 1 por Entertainment Weekly dentro de su lista de "Las 50 mejores películas colegiales". Para enfatizar su posición eminente dentro del canon de las películas estadounidenses sobre la mayoría de edad y su influencia continua hasta el día de hoy, el académico Björn Sonnenberg-Schrank llamó a The Breakfast Club "el ciudadano Kane del género cinematográfico para adolescentes".En la 82ª edición de los Premios de la Academia (7 de marzo de 2010), Sheedy, Hall, Ringwald y Nelson aparecieron en un homenaje a John Hughes, que había muerto el año anterior, junto con otros actores que habían trabajado con él.
El 28 de enero de 2012, se estrenó una parodia casi exacta de esta película en el programa de Nickelodeon "Victorious", titulado "The Breakfast Bunch".
En 2018, The New Yorker publicó un artículo escrito por Ringwald en el que criticaba las películas de Hughes "en la era del #MeToo", comenzando con una discusión sobre cómo le explicó a su hija de diez años lo que sucedió en la escena cuando su personaje parece ser agredida sexualmente debajo de un escritorio.  El ensayo provocó que algunos afirmaran que Ringwald estaba criticando al director que la convirtió en estrella de cine, pero Jenny Han la defendió por una "pieza tierna e imparcial".

## Banda sonora
La banda sonora fue publicada el 19 de febrero de 1985, bajo la casa discográfica A&M Records. Contiene 10 canciones de grupos y solistas del género rock y new wave, la mayoría prácticamente desconocidos o de escaso éxito fuera de Estados Unidos.
A diferencia de la película, la banda sonora resultó ser un verdadero fracaso de producción, con canciones que han quedado en el olvido. El compositor británico Keith Forsey colaboró con 3 piezas instrumentales que nunca se transmitieron en la radio.
Únicamente el sencillo "Don't You (Forget About Me)" de la banda escocesa Simple Minds logró ingresar a listas y se convirtió en un gran éxito a nivel mundial, siendo el verdadero himno de la película. La canción llegó al número 1 en la lista de Billboard Hot 100 (el único logrado por ellos) y también en Canadá y Países Bajos. Sin embargo, en su país natal la pieza no tuvo tanto suceso y alcanzó el número 7. Curiosamente, nunca se incluyó en un álbum de estudio oficial de Simple Minds, a no ser recopilaciones posteriores. Durante la película, este tema suena al principio y justo al final, antes de los créditos.
A pesar de las críticas, el álbum alcanzó un notable nº17 en el listado de Billboard 200, motivado básicamente por el éxito internacional de la película que le dio origen.

### Lista de canciones
| Pista | Título                         | Intérprete                       | Duración |
| ----- | ------------------------------ | -------------------------------- | -------- |
| 1     | "Don't You (Forget About Me)"  | Simple Minds                     | 4:20     |
| 2     | "Waiting"                      | Elizabeth Daily                  | 4:38     |
| 3     | "Fire in the Twilight"         | Wang Chung                       | 3:51     |
| 4     | "I'm the Dude" (instrumental)  | Keith Forsey                     | 2:10     |
| 5     | "Heart Too Hot to Hold"        | Jesse Johnson, Stephanie Spruill | 4:25     |
| 6     | "Dream Montage" (instrumental) | Keith Forsey                     | 2:38     |
| 7     | "We Are Not Alone"             | Karla DeVito                     | 3:28     |
| 8     | "Reggae" (instrumental)        | Keith Forsey                     | 3:07     |
| 9     | "Didn't I Tell You?"           | Joyce Kennedy                    | 4:47     |
| 10    | "Love Theme" (instrumental)    | Keith Forsey                     | 4:28     |